# Ranking Brasileiro de Ciclismo de Estrada de 2014
O Ranking Brasileiro de Ciclismo de Estrada de 2014 foi a edição de 2014 do ranking formado pelo conjunto de corridas que compõe o calendário nacional de ciclismo de estrada em 2014, organizado pela Confederação Brasileira de Ciclismo (CBC). A competição teve início em 26 de janeiro de 2014, com a Corrida Antônio Asmar - TV Amapá, e terminou em 7 de dezembro com o Tour Mato Grosso de Ciclismo e a Taça Serapio Hyacinth.
O vencedor do ranking individual foi Antoelson Dornelles, da São Francisco Saúde - Ribeirão Preto. Dornelles conquistou 6 vitórias ao longo do ano, sendo 2 provas de classe 3 (Prova TV Atalaia de Ciclismo e GP Cidade Morena) e uma prova de classe 2 (Volta Ciclística de Roraima). O defensor do título, Roberto Pinheiro (Funvic Brasilinvest-São José dos Campos), ficou em segundo lugar, enquanto Fabiele Mota (ADF - Bauducco - JKS - SIL) terminou em terceiro.
No ranking por equipes, a Funvic Brasilinvest-São José dos Campos voltou a vencer a disputa, após ter vencido duas vezes em 2010 e 2011. A equipe teve quatro atletas entre os 11 primeiros do ranking individual e obteve 13 vitórias entre as provas do calendário (sem contar vitórias em etapas individuais nas provas de classe 1 e 2).

## Pontuação
Durante a temporada, pontos são concedidos aos mais bem colocados de cada prova. A quantidade de pontos que uma prova distribui depende da classe dessa prova no calendário nacional. São 7 classes diferentes, mas duas são reservadas somente ao Campeonato Brasileiro de Ciclismo de Estrada (CN) e ao Campeonato Brasileiro de Ciclismo Contra-Relógio (CNI). As classes são:
- CN - Campeonato Brasileiro de Estrada
- CNI - Campeonato Brasileiro de Contra-Relógio
- Classe 1 - Provas por Etapas Internacionais
- Classe 2 - Provas por Etapas Nacionais
- Classe 3 - Provas Clássicas (1 dia)
- Classe 4 - Provas Nacionais (1 dia)
- Classe 5 - Provas de Calendário Estadual

Dentre as provas brasileiras de 2014, quatro estavam inscritas no circuito UCI America Tour:
| Prova                                               | Categoria |
| --------------------------------------------------- | --------- |
| Volta Ciclística de São Paulo                       | 2.2       |
| Volta Ciclística Internacional do Rio Grande do Sul | 2.2       |
| Volta Ciclística Internacional do Paraná            | 2.2       |
| Tour do Rio                                         | 2.2       |

Além destas, inicialmente estavam inscritas no circuito do America Tour outras duas provas: o Giro do Interior de São Paulo, inscrito como um evento de classe 2.2, veio a ser removido do calendário da UCI e realizado como uma prova nacional, de classe 2 no ranking brasileiro; e a Copa América de Ciclismo, que estava inscrita como um evento de classe 1.2 mas acabou sendo cancelada.
As quatro provas realizadas como eventos do America Tour eram provas por etapas, sendo classificadas como eventos de classe 2.2. No calendário brasileiro de ciclismo, essas quatro provas compuseram a classe 1 de provas.

## Calendário
O calendário nacional de ciclismo de estrada de 2014 é composto pelas seguintes provas (em amarelo, provas que estiveram inscritas no calendário e foram realizadas, mas acabaram por não distribuir pontos para o ranking brasileiro):

## Classificação

### Individual
|    | Ciclista                | Equipe                                  | Pontos |
| -- | ----------------------- | --------------------------------------- | ------ |
| 1  | Antoelson Dornelles     | São Francisco Saúde - Ribeirão Preto    | 708    |
| 2  | Roberto Pinheiro        | Funvic Brasilinvest-São José dos Campos | 662    |
| 3  | Fabiele Mota            | ADF - Bauducco - JKS - SIL              | 635    |
| 4  | Gregory Panizo          | Clube DataRo de Ciclismo - Bottecchia   | 504    |
| 5  | Maurício Knapp          | São Francisco Saúde - Ribeirão Preto    | 436    |
| 6  | Carlos Manarelli        | Funvic Brasilinvest-São José dos Campos | 417    |
| 7  | Daniel Souza dos Santos | Clube de Ciclismo Pedal Leve - CCPL     | 362    |
| 8  | Magno Prado Nazaret     | Funvic Brasilinvest-São José dos Campos | 343    |
| 9  | Alex Fábio Corrêa       | Clube de Ciclismo Pedal Leve - CCPL     | 323    |
| 10 | Armando Camargo         | GRCE Memorial - Prefeitura de Santos    | 314    |

### Equipes
|    | Equipe                                    | Pontos |
| -- | ----------------------------------------- | ------ |
| 1  | Funvic Brasilinvest-São José dos Campos   | 2834   |
| 2  | São Francisco Saúde - Ribeirão Preto      | 1736   |
| 3  | Clube DataRo de Ciclismo - Bottecchia     | 1667   |
| 4  | GRCE Memorial - Prefeitura de Santos      | 935    |
| 5  | Ironage                                   | 696    |
| 6  | Clube de Ciclismo Pedal Leve - CCPL       | 638    |
| 7  | Equipe UFF de Ciclismo                    | 604    |
| 8  | ADF - Bauducco - JKS - SIL                | 603    |
| 9  | ECT Taubaté                               | 449    |
| 10 | São Lucas - Giant - Bontrager - Americana | 367    |